# ギヨーム1世 (ウー伯)
ギヨーム1世（フランス語：Guillaume I, 978年 - 1057年以降）は、ノルマンディー公リシャール1世の庶子で、ウー伯およびイエモワ伯。甥ジルベールが1040年に殺害されたのち、伯位を継承した。

## 生涯
ギヨームは異母兄ノルマンディー公リシャール2世に対して反乱を起こし、ラウル・ド・イヴリーにより捕らえられ、ウィリアム1世の総督であったテュルクティル・ダルクールにより幽閉された。5年後に逃亡し、最終的にリシャール2世に許され、アルクール家と婚姻を結ぶため暇を与えられた。
ギヨームはテュルクティル・ダルクールの娘レセリーヌと結婚し、3人の息子をもうけた。
- ロベール（1089/93年没） - ウー伯[2]
- ギヨーム・ビュザック（1020年- 1076年） - 妻の権利によりソワソン伯[3]
- ユーグ（1077年7月17日没） - リジュー司教（1049年 - 1077年）[4]

息子ロベールがウー伯位を継承した。